# Matthias Bachinger
Matthias Bachinger (Múnich,  2 de abril de 1987) es un exjugador profesional de tenis de Alemania, quien se convirtió en profesional en 2005.

## Biografía
Comenzó a jugar tenis a los seis años. Su apodo es "Bachi". Su padre es Eduard y su madre es Eva. Tiene una hermana, Stefanie, y un hermano, Michael. Sus superficies favoritas son la hierba y las pistas duras. Entre sus hobbies están el fútbol y jugar en el ordenador. Practica en el TennisBase Oberhaching en Múnich.

## Carrera profesional
En 2007, Bachinger clasificó a su primer torneo ATP Tour, en Múnich. Bachinger ganó en primera ronda a Andreas Beck por 6-2, 7-6 (5), 7-5, antes de perder ante Marcos Baghdatis en la segunda ronda por 7-6 (7 ), 2-6, 4-6.
En  2008, Bachinger jugó los torneos de Róterdam (primera ronda), Múnich (primera ronda), el Abierto de Austria (primera ronda) y el Torneo de Estocolmo (segunda ronda).

### 2013
A comienzos de año llegó a la segunda ronda del Aircel Chennai Open (perdió ante Roberto Bautista Agut) y luego alcanzó la misma instancia en el Torneo de Róterdam (perdiendo ante el finés Jarkko Nieminen). A nivel del ATP Challenger Tour, llegó a semifinales en el Challenger de Le Gosier (perdió ante Benoît Paire, eventual campeón) y en mayo también llegó a la instancia de los cuatro mejores en el Challenger de Roma-2 (perdiendo ante el local Filippo Volandri). Terminó su año jugando el Challenger de Helsinki, donde perdió con Luckas Lacko en segunda ronda. Ganó 114.285 dólares en la temporada.

### 2014
A principios de año disputó las clasificaciones del Torneo de Doha (perdió ante el austríaco Dominic Thiem en la fase Q3) y las del Abierto de Australia (perdió nuevamente con Thiem en Q2). Su mejor resultado de la temporada han sido los cuartos de final en el Challenger de Guangzhou (perdió ante Yuichi Sugita). El 17 de agosto ganó su séptimo título challenger, cuarto en la modalidad de dobles en el Challenger de Meerbusch disputado en Alemania. Junto a su compatriota Dominik Meffert derrotaron en la final a Maoxin Gong y Hsien-yin Peng por 6-3, 3-6, 10-6.

## Títulos ATP (0; 0+0)

### Individual (0)
| Leyenda                         |
| Grand Slam (0)                  |
| ATP World Tour Finals (0)       |
| ATP Masters 1000 World Tour (0) |
| ATP World Tour 500 series (0)   |
| ATP World Tour 250 series (0)   |

#### Finalista (1)
| N.º | Fecha                    | Torneo | Superficie | Oponente en la final | Resultado   |
| --- | ------------------------ | ------ | ---------- | -------------------- | ----------- |
| 1.  | 23 de septiembre de 2018 | Metz   | Dura (i)   | Gilles Simon         | 6-7(2), 1-6 |

### Dobles (0)
| Leyenda                         |
| Grand Slam (0)                  |
| ATP Wourld Tour Finals (0)      |
| ATP World Tour Masters 1000 (0) |
| ATP World Tour 500 (0)          |
| ATP World Tour 250 (0)          |

#### Finalista (1)
| N.º | Fecha               | Torneo  | Superficie | Pareja      | Oponente en la final             | Resultado        |
| --- | ------------------- | ------- | ---------- | ----------- | -------------------------------- | ---------------- |
| 1.  | 24 de julio de 2011 | Atlanta | Dura       | Frank Moser | Alex Bogomolov Jr. Matthew Ebden | 6-3, 5-7, [8-10] |